# Costa Ricaans voetbalelftal in 2012
Het Costa Ricaans voetbalelftal speelde dertien interlands in het jaar 2012, waaronder zes wedstrijden in de kwalificatiereeks voor het WK voetbal 2014 in Brazilië. De selectie stond in 2012 onder leiding van de Colombiaan Jorge Luis Pinto. Op de FIFA-wereldranglijst zakte Costa Rica in 2012 van de 62ste (januari 2012) naar de 66ste plaats (december 2012).

## Balans
| Wedstrijden | Wedstrijden | Wedstrijden | Wedstrijden | Doelpunten | Doelpunten | Doelpunten | Punten |
| Gespeeld    | Winst       | Gelijk      | Verlies     | Voor       | Tegen      | Saldo      | Punten |
| ----------- | ----------- | ----------- | ----------- | ---------- | ---------- | ---------- | ------ |
| 13          | 5           | 4           | 4           | 20         | 11         | +9         | 1.076  |

## Interlands
|                                                                  |       |                  |            |                                                                                    |
| 29 februari Vriendschappelijk № 578 «onderlinge duels» 19:45 uur | Wales | 0 – 1            | Costa Rica | Millennium Stadium, Cardiff Toeschouwers: 23.193 Scheidsrechter: Howard Webb (ENG) |
| 29 februari Vriendschappelijk № 578 «onderlinge duels» 19:45 uur |       | 6' Joel Campbell |            | Millennium Stadium, Cardiff Toeschouwers: 23.193 Scheidsrechter: Howard Webb (ENG) |

|                                                               |         |       |            |                                                                                     |
| 21 maart Vriendschappelijk № 579 «onderlinge duels» 20:00 uur | Jamaica | 0 – 0 | Costa Rica | Independence Park, Kingston Toeschouwers: 15.000 Scheidsrechter: David Gantar (CAN) |
| 21 maart Vriendschappelijk № 579 «onderlinge duels» 20:00 uur |         |       |            | Independence Park, Kingston Toeschouwers: 15.000 Scheidsrechter: David Gantar (CAN) |

|                                                               |                  |       |                 |                                                   |
| 11 april Vriendschappelijk № 580 «onderlinge duels» 20:00 uur | Costa Rica       | 1 – 1 | Honduras        | Estadio Nacional, San José Toeschouwers: onbekend |
| 11 april Vriendschappelijk № 580 «onderlinge duels» 20:00 uur | Olman Vargas 49' |       | 23' David Suazo | Estadio Nacional, San José Toeschouwers: onbekend |

|                                                             |                                                                     |       |                                |                                                                                        |
| 25 mei Vriendschappelijk № 581 «onderlinge duels» 21:00 uur | Costa Rica                                                          | 3 – 2 | Guatemala                      | Estadio Nacional, San José Toeschouwers: 15.000 Scheidsrechter: Alfredo Peñaloza (MEX) |
| 25 mei Vriendschappelijk № 581 «onderlinge duels» 21:00 uur | Jonathan López 24' (e.d.) Álvaro Sanchez 36' Geancarlo González 77' |       | 4' Carlos Ruiz 52' Carlos Ruiz | Estadio Nacional, San José Toeschouwers: 15.000 Scheidsrechter: Alfredo Peñaloza (MEX) |

|                                                             |                 |       |            | |
| 1 juni Vriendschappelijk № 582 «onderlinge duels» 20:00 uur | Guatemala       | 1 – 0 | Costa Rica | Estadio Nacional Mateo Flores, Guatemala-Stad Toeschouwers: onbekend Scheidsrechter: Armando Castro (HON) |
| 1 juni Vriendschappelijk № 582 «onderlinge duels» 20:00 uur | Carlos Ruiz 26' |       |            | Estadio Nacional Mateo Flores, Guatemala-Stad Toeschouwers: onbekend Scheidsrechter: Armando Castro (HON) |

|                                                                   |                                      |       |                                       |                                                                                    |
| 8 juni WK-kwalificatie Groep 2 № 583 «onderlinge duels» 20:00 uur | Costa Rica                           | 2 – 2 | El Salvador                           | Estadio Nacional, San José Toeschouwers: 23.701 Scheidsrechter: Walter López (GUA) |
| 8 juni WK-kwalificatie Groep 2 № 583 «onderlinge duels» 20:00 uur | Álvaro Saborio 10' Joel Campbell 15' |       | 23' Isidro Gutiérrez 54' Osael Romero | Estadio Nacional, San José Toeschouwers: 23.701 Scheidsrechter: Walter López (GUA) |

|                                                                    |        |                                                                            |            |                                                                                       |
| 11 juni WK-kwalificatie Groep 2 № 584 «onderlinge duels» 20:00 uur | Guyana | 0 – 4                                                                      | Costa Rica | Providence Stadium, Georgetown Toeschouwers: 11.000 Scheidsrechter: Marcos Brea (CUB) |
| 11 juni WK-kwalificatie Groep 2 № 584 «onderlinge duels» 20:00 uur |        | 20' Álvaro Saborio 26' Álvaro Saborio 52' Álvaro Saborio 77' Joel Campbell |            | Providence Stadium, Georgetown Toeschouwers: 11.000 Scheidsrechter: Marcos Brea (CUB) |

|                                                                  |            |                   |      |                                                                                      |
| 15 augustus Vriendschappelijk № 585 «onderlinge duels» 19:00 uur | Costa Rica | 0 – 1             | Peru | Estadio Nacional, San José Toeschouwers: 10.000 Scheidsrechter: Armando Castro (HON) |
| 15 augustus Vriendschappelijk № 585 «onderlinge duels» 19:00 uur |            | 8' André Carrillo |      | Estadio Nacional, San José Toeschouwers: 10.000 Scheidsrechter: Armando Castro (HON) |

|                                                                        |            |                                     |        |                                                                                      |
| 7 september WK-kwalificatie Groep 2 № 586 «onderlinge duels» 21:00 uur | Costa Rica | 0 – 2                               | Mexico | Estadio Nacional, San José Toeschouwers: 32.500 Scheidsrechter: Roberto Moreno (PAN) |
| 7 september WK-kwalificatie Groep 2 № 586 «onderlinge duels» 21:00 uur |            | 43' Carlos Salcido 52' Jesús Zavala |        | Estadio Nacional, San José Toeschouwers: 32.500 Scheidsrechter: Roberto Moreno (PAN) |

|                                                                         |                      |       |            |                                                                                          |
| 11 september WK-kwalificatie Groep 2 № 587 «onderlinge duels» 20:00 uur | Mexico               | 1 – 0 | Costa Rica | Aztekenstadion, Mexico-Stad Toeschouwers: 44.007 Scheidsrechter: Courtney Campbell (JAM) |
| 11 september WK-kwalificatie Groep 2 № 587 «onderlinge duels» 20:00 uur | Javier Hernández 61' |       |            | Aztekenstadion, Mexico-Stad Toeschouwers: 44.007 Scheidsrechter: Courtney Campbell (JAM) |

|                                                                   |             |                 |            |                                                                                        |
| 12 oktober WK-kwalificatie Groep 2 № «onderlinge duels» 20:30 uur | El Salvador | 0 – 1           | Costa Rica | Estadio Cuscatlan, San Salvador Toeschouwers: 35.082 Scheidsrechter: Mark Geiger (USA) |
| 12 oktober WK-kwalificatie Groep 2 № «onderlinge duels» 20:30 uur |             | 31' José Cubero |            | Estadio Cuscatlan, San Salvador Toeschouwers: 35.082 Scheidsrechter: Mark Geiger (USA) |

|                                                                   | |       |        |                                                                                        |
| 16 oktober WK-kwalificatie Groep 2 № «onderlinge duels» 20:00 uur | Costa Rica | 7 – 0 | Guyana | Estadio Nacional, San José Toeschouwers: 27.500 Scheidsrechter: Héctor Rodríguez (HON) |
| 16 oktober WK-kwalificatie Groep 2 № «onderlinge duels» 20:00 uur | Randall Brenes 10' Cristian Gamboa 14' Randall Brenes 48' Álvaro Saborio 52' (pen.) Christian Bolaños 60' Celso Borges 71' Álvaro Saborio 77' |       |        | Estadio Nacional, San José Toeschouwers: 27.500 Scheidsrechter: Héctor Rodríguez (HON) |

|                                                              |                    |       |                   |                                                                                 |
| 14 november Vriendschappelijk № «onderlinge duels» 20:00 uur | Bolivia            | 1 – 1 | Costa Rica        | Estadio Ramón Aguilera Costas, Santa Cruz Scheidsrechter: Marcelo de Lima (BRA) |
| 14 november Vriendschappelijk № «onderlinge duels» 20:00 uur | Carlos Saucedo 90' |       | 73' Joel Campbell | Estadio Ramón Aguilera Costas, Santa Cruz Scheidsrechter: Marcelo de Lima (BRA) |

## FIFA-wereldranglijst
| JAN | FEB | MAR | APR | MEI | JUN | JUL | AUG | SEP | OKT | NOV | DEC |
| --- | --- | --- | --- | --- | --- | --- | --- | --- | --- | --- | --- |
| 62  | 63  | 59  | 59  | 59  | 65  | 57  | 62  | 66  | 72  | 64  | 66  |

## Statistieken
| Keylor Navas          | 1986-12-15 | Levante UD              | 10 | 0 | 0 |
| Patrick Pemberton     | 1982-04-24 | LD Alajuelense          | 3  | 0 | 0 |
| Verdediging           |            |                         |    |   |   |
| Giancarlo González    | 1988-02-08 | Vålerenga IF            | 9  | 0 | 1 |
| José Salvatierra      | 1989-10-10 | LD Alajuelense          | 7  | 2 | 0 |
| Roy Miller            | 1984-11-24 | New York Red Bulls      | 7  | 1 | 0 |
| Michael Umaña         | 1982-07-16 | CD Saprissa             | 7  | 0 | 0 |
| Johnny Acosta         | 1983-07-21 | Dorados de Sinaloa      | 3  | 1 | 0 |
| Porfirio López        | 1985-09-10 | LD Alajuelense          | 3  | 1 | 0 |
| Cristian Gamboa       | 1989-10-24 | Rosenborg BK            | 3  | 0 | 1 |
| Bismark Acosta        | 1986-12-19 | CD Belén Siglo XXI      | 2  | 0 | 0 |
| Rodney Wallace        | 1988-06-17 | Portland Timbers        | 1  | 4 | 0 |
| Pedro Leal            | 1989-01-31 | Municipal Puntarenas    | 1  | 1 | 0 |
| Gabriel Badilla       | 1984-06-30 | CD Saprissa             | 1  | 0 | 0 |
| Carlos Johnson        | 1984-07-10 | CS Cartaginés           | 1  | 0 | 0 |
| Keylor Soto           | 1984-07-26 | Municipal Pérez Zeledón | 0  | 1 | 0 |
| Júnior Díaz           | 1983-09-12 | 1. FSV Mainz 05         | 0  | 1 | 0 |
| Dave Myrie            | 1988-06-01 | CS Uruguay Coronado     | 0  | 1 | 0 |
| Middenveld            |            |                         |    |   |   |
| José Cubero           | 1987-02-14 | CS Herediano            | 10 | 0 | 1 |
| Bryan Oviedo          | 1990-02-18 | FC København            | 9  | 0 | 0 |
| Michael Barrantes     | 1983-10-04 | Aalesunds FK            | 8  | 1 | 0 |
| Óscar Rojas           | 1979-04-27 | CF La Piedad            | 6  | 2 | 0 |
| Yeltsin Tejada        | 1992-03-17 | CD Saprissa             | 5  | 1 | 0 |
| Cristian Bolaños      | 1984-05-17 | FC København            | 4  | 0 | 1 |
| Randall Azofeifa      | 1984-12-30 | Gençlerbirliği          | 3  | 0 | 0 |
| Álvaro Sánchez        | 1984-08-02 | LD Alajuelense          | 2  | 1 | 1 |
| Heiner Mora           | 1984-06-20 | Hønefoss BK             | 2  | 1 | 0 |
| Allen Guevara         | 1989-04-16 | LD Alajuelense          | 2  | 0 | 0 |
| Juan Monge            | 1986-12-08 | Municipal Pérez Zeledón | 2  | 0 | 0 |
| Mauricio Castillo     | 1987-06-19 | CD Saprissa             | 1  | 3 | 0 |
| Pablo Gabas           | 1982-04-21 | Querétaro FC            | 1  | 1 | 0 |
| Néstor Monge          | 1990-01-07 | Municipal Pérez Zeledón | 0  | 5 | 0 |
| Eduardo Valverde      | 1982-04-10 | CS Cartaginés           | 0  | 2 | 0 |
| Luis Diego Cordero    | 1988-05-21 | CD Saprissa             | 0  | 1 | 0 |
| Aanval                |            |                         |    |   |   |
| Joel Campbell         | 1992-06-26 | Betis Sevilla           | 9  | 1 | 4 |
| Álvaro Saborío        | 1982-03-25 | Real Salt Lake          | 6  | 1 | 6 |
| Randall Brenes        | 1983-08-13 | CS Cartaginés           | 5  | 3 | 2 |
| Bryan Ruiz            | 1985-08-18 | Fulham FC               | 3  | 0 | 0 |
| Jairo Arrieta         | 1983-08-25 | Columbus Crew           | 2  | 0 | 0 |
| Celso Borges          | 1988-05-27 | AIK Solna               | 1  | 4 | 1 |
| Olman Vargas          | 1985-04-15 | CS Herediano            | 1  | 1 | 1 |
| Erick Scott           | 1981-05-21 | CS Uruguay Coronado     | 1  | 1 | 0 |
| Kenny Cunningham      | 1985-06-07 | The Strongest           | 1  | 0 | 0 |
| Cristian Lagos        | 1984-08-17 | CD Saprissa             | 1  | 0 | 0 |
| Jonathan McDonald     | 1987-10-28 | Kalmar FF               | 0  | 2 | 0 |
| Daniel Colindres      | 1985-01-10 | CD Saprissa             | 0  | 1 | 0 |
| Jean Carlos Solórzano | 1988-01-08 | LD Alajuelense          | 0  | 1 | 0 |

FEDEFUTBOL · A-internationals · Selecties · Bondscoaches · Costa Ricaans vrouwenelftal · Costa Rica U21 · Costa Rica U20 · Costa Rica U19 · Costa Rica U18 · Costa Rica U17
1920 – 1949 ·
1950 – 1969 ·
1970 – 1979 ·
1980 – 1989 ·
1990 – 1999 ·
2000 – 2009 ·
2010 – 2019 ·
2020 − 2029
Copa América 1997 · 
Copa América 2001 · 
Copa América 2004 · 
Copa América 2011 · 
Copa América 2016
WK 1990 · 
WK 2002 · 
WK 2006 · 
WK 2014 · 
WK 2018
OS 1980 · 
OS 1984 · 
OS 2004
1921 · 
1922–1929 · 
1930 · 
1931–1934 · 
1935 · 
1936–1937 · 
1938 · 
1939 · 
1940 · 
1941 · 
1942 · 
1943 · 
1944–1945 · 
1946 · 
1947 · 
1948 · 
1949 · 
1950 · 
1951 · 
1952 · 
1953 · 
1954 · 
1955 · 
1956 · 
1957 · 
1958 · 
1959 · 
1960 · 
1961 · 
1962 · 
1963 · 
1964 · 
1965 · 
1966 · 
1967 · 
1968 · 
1969 · 
1970 · 
1971 · 
1972 · 
1973 · 
1974–1975 · 
1976 · 
1977–1978 · 
1979 · 
1980 · 
1981–1982 · 
1983 · 
1984 · 
1985 · 
1986 · 
1987 · 
1988 · 
1989 · 
1990 · 
1991 · 
1992 · 
1993 · 
1994 · 
1995 · 
1996 · 
1997 · 
1998 · 
1999 · 
2000 · 
2001 · 
2002 · 
2003 · 
2004 · 
2005 · 
2006 · 
2007 · 
2008 · 
2009 · 
2010 · 
2011 · 
2012 · 
2013 · 
2014 · 
2015 · 
2016 · 
2017 ·
2018 ·
2019 ·
2020 ·
2021 ·
2022 ·
2023 ·
2024
Argentinië ·
Aruba ·
Australië ·
Barbados ·
België ·
Belize ·
Bermuda ·
Bolivia ·
Bosnië en Herzegovina ·
Brazilië ·
Canada ·
Chili ·
China ·
Colombia ·
Cuba ·
Curaçao ·
Dominicaanse Republiek ·
Duitsland ·
Ecuador ·
El Salvador ·
Engeland ·
Finland ·
Frankrijk ·
Grenada ·
Griekenland ·
Guatemala ·
Guyana ·
Haïti ·
Honduras ·
Hongarije ·
Ierland ·
Iran ·
Italië ·
Jamaica ·
Japan ·
Joegoslavië ·
Kameroen ·
Marokko ·
Mexico ·
Nederland ·
Nederlandse Antillen ·
Nicaragua ·
Nieuw-Zeeland ·
Nigeria ·
Noord-Ierland ·
Noorwegen ·
Oekraïne ·
Oezbekistan ·
Oman ·
Oostenrijk ·
Panama ·
Paraguay ·
Peru ·
Polen ·
Puerto Rico ·
Qatar ·
Rusland ·
Saint Kitts en Nevis ·
Saint Vincent en de Grenadines ·
Saoedi-Arabië ·
Schotland ·
Servië ·
Slowakije ·
Sovjet-Unie ·
Spanje ·
Suriname ·
Trinidad en Tobago ·
Tsjechië ·
Tsjecho-Slowakije ·
Tunesië ·
Turkije ·
Uruguay ·
Venezuela ·
Verenigde Arabische Emiraten ·
Verenigde Staten ·
Wales ·
Zuid-Afrika ·
Zuid-Korea ·
Zweden ·
Zwitserland
Brazilië (2018) ·
China (2002) · 
Duitsland (2006) · 
Ecuador (2006) · 
Engeland (2014) · 
Griekenland (2014) · 
Italië (2014) ·
Nederland (2014) · 
Polen (2006) · 
Servië (2018) ·
Spanje (2022) ·
Turkije (2002) · 
Uruguay (2014) ·
Zwitserland (2018)